# Randolph County (Indiana)
Randolph County is een county in de Amerikaanse staat Indiana.
De county heeft een landoppervlakte van 1.173 km² en telt 27.401 inwoners (volkstelling 2000). De hoofdplaats is Winchester.

## Bevolkingsontwikkeling

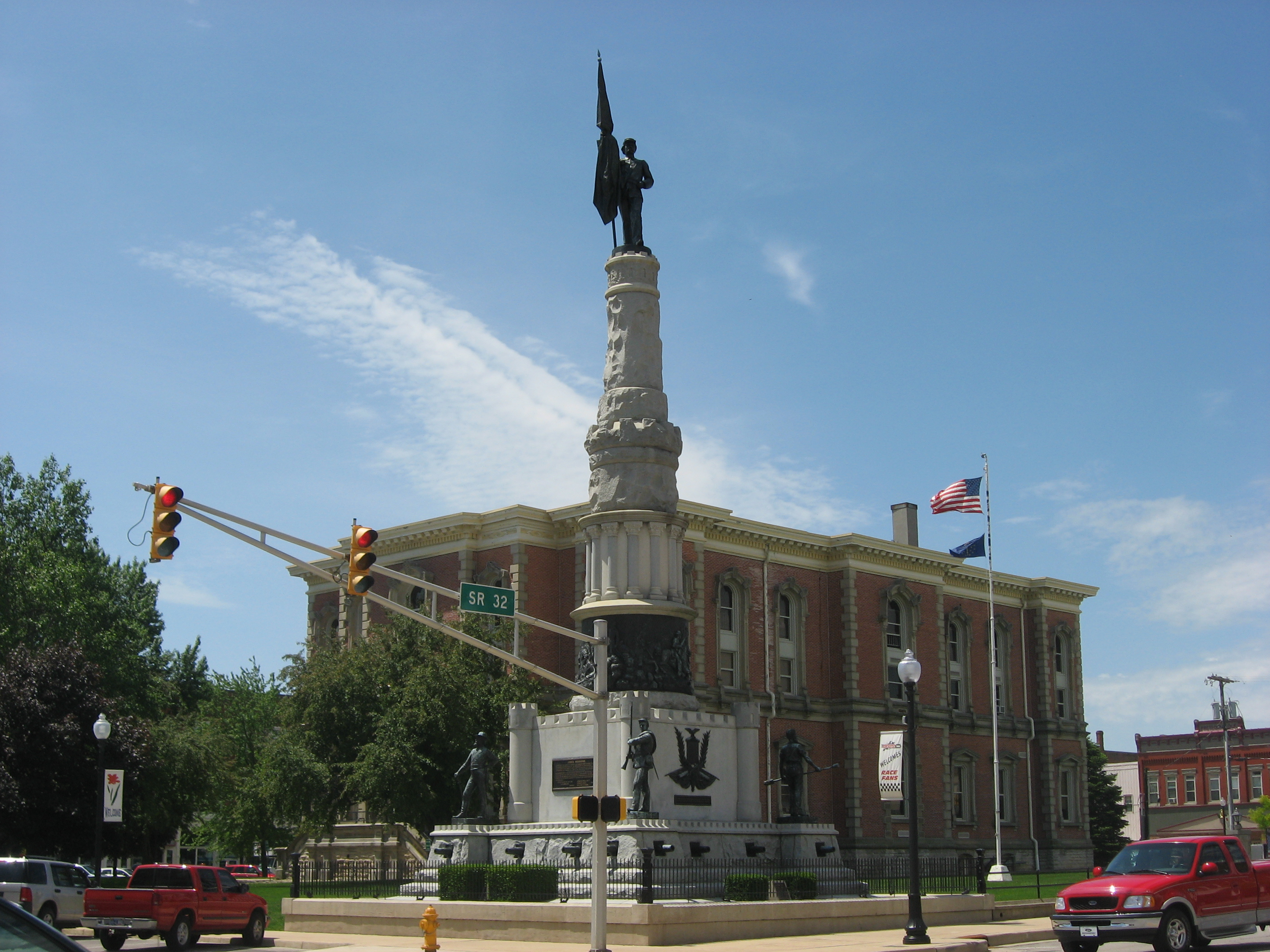
Randolph County Courthouse